# Kościół Chrystusa Dobrego Pasterza w Ostrowi Mazowieckiej
Kościół Chrystusa Dobrego Pasterza w Ostrowi Mazowieckiej – rzymskokatolicki kościół parafialny należący do parafii pod tym samym wezwaniem (dekanat Ostrów Mazowiecka – Chrystusa Dobrego Pasterza diecezji łomżyńskiej).
Jest to świątynia murowana wzniesiona w latach 1993–2001 dzięki staraniom proboszcza Mirosława Mierzejewskiego. 18 września 1994 został wmurowany przez biskupa łomżyńskiego Juliusza Paetza kamień węgielny pobłogosławiony przez papieża Jana Pawła II 4 czerwca 1991 w Łomży podczas IV pielgrzymki do Polski. Świątynia została poświęcona 16 maja 2010 przez biskupa łomżyńskiego Stanisława Stefanka z towarzyszeniem biskupa pomocniczego Tadeusza Zawistowskiego.